# La Finca, Temascaltepec
La Finca är en ort i kommunen Temascaltepec i delstaten Mexiko i Mexiko. Samhället hade 604 invånare vid folkräkningen 2020.